# Lençóis Paulista
Lençóis Paulista is een gemeente in de Braziliaanse deelstaat São Paulo. De gemeente telt 63.314 inwoners (schatting 2009).